# Mydzk Mały
Mydzk Mały (ukr. Малий Мидськ, Małyj Mydśk) – wieś na Ukrainie, w obwodzie rówieńskim, w rejonie rówieńskim, w hromadzie Kostopol. W 2001 liczyła 760 mieszkańców.
W okresie międzywojennym wieś znajdowała się w granicach II RP, wchodząc w skład gminy Stydyń w powiecie kostopolskim, w województwie wołyńskim.